# Saint-Geniès-des-Mourgues
Saint-Geniès-des-Mourgues é uma comuna francesa na região administrativa de Occitânia, no departamento de Hérault. Estende-se por uma área de 11,37 km². Em 2010 a comuna tinha 2 000 habitantes (densidade: 175,9 hab./km²).